# Lijst van rijksmonumenten in Rozendaal
De plaats en gemeente Rozendaal telt 25 inschrijvingen in het rijksmonumentenregister. Hieronder een overzicht.
| Object | Oorspronkelijke functie?  | Bouwjaar                    | Architect | Locatie             | Coördinaten?                 | Nr.?   | Afbeelding |
| --- | ------------------------- | --------------------------- | --------- | ------------------- | ---------------------------- | ------ | --- |
| Huis onder zadeldak. In de voorgevel vensters met luiken en zesruitsramen; zoldervenster met getoogde middendeel. Woonhuis van de dichter De Genestet                                                                   | Werk-woonhuis             | derde kwart van de 19e eeuw |           | De Genestetlaan 6   | 52° 0' 22" NB, 5° 57' 46" OL | 32946  | Huis onder zadeldak. In de voorgevel vensters met luiken en zesruitsramen; zoldervenster met getoogde middendeel. Woonhuis van de dichter De Genestet          |
| Witgepleisterd boerderijtje met rietenschilddak en vensters met luiken en zesruitsschuiframen | Boerderij                 | ca. 1800                    |           | De Genestetlaan 20  | 52° 0' 16" NB, 5° 57' 53" OL | 32947  | Meer afbeeldingen |
| Kleine boerderij op T-vormige plattegrond. Woongedeelte onder pannen schilddak; dubbele deur met eenvoudige bovenlichten; vensters met luiken en zesruitsramen                                                          | Boerderij                 | midden 19e eeuw             |           | Imbosch 2           | 52° 3' 58" NB, 6° 0' 1" OL   | 32948  | Kleine boerderij op T-vormige plattegrond. Woongedeelte onder pannen schilddak; dubbele deur met eenvoudige bovenlichten; vensters met luiken en zesruitsramen |
| Landhuis "Roseneath" | Bestuursgebouw en onderdl | 19e eeuw                    |           | Kerklaan 1          | 52° 0' 29" NB, 5° 57' 53" OL | 32949  | Meer afbeeldingen |
| Huis van begane-grond met schilddak, waarin dakkapellen. Vensters met luiken en zesruitsschuiframen | Woonhuis                  | midden 19e eeuw             |           | Kerklaan 5          | 52° 0' 28" NB, 5° 57' 52" OL | 32950  | Huis van begane-grond met schilddak, waarin dakkapellen. Vensters met luiken en zesruitsschuiframen                                                            |
| Protestantse Gemeente Rozendaal | Kerk en kerkonderdeel     | 1758                        |           | Kerklaan 15         | 52° 0' 27" NB, 5° 57' 48" OL | 32951  | Meer afbeeldingen |
| Boerderij, behorend bij het landgoed van kasteel Rozendaal, ten dele uit secundair verwerkte moppen opgetrokken. Bewerkte daklijsten, vensters met schuiframen; in de voorgevel venstertrits met neogotische spitsbogen | Boerderij                 | midden 19e eeuw             |           | Kerklaan 2          | 52° 0' 31" NB, 5° 57' 55" OL | 528484 | Meer afbeeldingen |
| Landhuis "Villa Piccola" | Woonhuis                  | derde kwart 19e eeuw        |           | Kerklaan 8          | 52° 0' 27" NB, 5° 57' 36" OL | 32953  | Upload foto |
| Kasteel Rosendael | Kasteel, buitenplaats     | Late middeleeuwen           |           | Rosendael 1         | 52° 0' 35" NB, 5° 57' 49" OL | 528472 | Meer afbeeldingen |
| Herenhuis en bijgebouw | Werk-woonhuis             | eerste helft 19e eeuw       |           | Rosendaalselaan 1   | 52° 0' 28" NB, 5° 57' 56" OL | 32956  | Meer afbeeldingen |
| Molenhuis met witgepleisterde gevels en pannen zadeldaken | Industrie- en poldermolen | 18e eeuw (?)                |           | Rosendaalselaan 3   | 52° 0' 27" NB, 5° 57' 59" OL | 32957  | Molenhuis met witgepleisterde gevels en pannen zadeldaken |
| Huis 'Heuveloord' | Woonhuis                  | derde kwart 19e eeuw        |           | Rosendaalselaan 5   | 52° 0' 24" NB, 5° 58' 4" OL  | 32958  | Meer afbeeldingen |
| Huis van begane-grond met schilddak | Woonhuis                  | midden 19e eeuw             |           | Rosendaalselaan 2   | 52° 0' 27" NB, 5° 57' 55" OL | 32959  | Meer afbeeldingen |
| Perceelsgedeelte van de buurnummers 2, 6 en 8 | Woonhuis                  | ca. 1900                    |           | Rosendaalselaan 4   | 52° 0' 27" NB, 5° 57' 55" OL | 32960  | Meer afbeeldingen |
| Huis van begane-grond met schilddak | Woonhuis                  | midden 19e eeuw             |           | Rosendaalselaan 6   | 52° 0' 27" NB, 5° 57' 56" OL | 32961  | Meer afbeeldingen |
| Landhuis 'Klein rozendaal' | Kasteel, buitenplaats     | midden 19e eeuw             |           | Rosendaalselaan 30  | 52° 0' 11" NB, 5° 58' 3" OL  | 32962  | Meer afbeeldingen |
| Waterpompstation en berging, nu fungerend als noodstroomstation | Nutsbedrijf               | 1926                        |           | De Pinkenberg bij 2 | 52° 0' 26" NB, 5° 58' 30" OL | 522242 | Meer afbeeldingen |
| Eenlaags waterpompstation onder flauw hellend zadeldak | Nutsbedrijf               | 1898                        |           | De Pinkenberg bij 2 | 52° 0' 26" NB, 5° 58' 30" OL | 522243 | Meer afbeeldingen |
| Klein waterpompstation | Nutsbedrijf               | 1932                        |           | De Pinkenberg bij 2 | 52° 0' 21" NB, 5° 58' 32" OL | 522244 | Meer afbeeldingen |
| Boerderij "Elijzen" met schuur | Boerderij                 | 1900-1920                   |           | De Pinkenberg bij 2 | 52° 0' 25" NB, 5° 58' 35" OL | 522245 | Boerderij "Elijzen" met schuur |
| Hallenhuisboerderij "Wijlhuizen" | Boerderij                 | 1800-1825                   |           | De Pinkenberg bij 2 | 52° 0' 29" NB, 5° 58' 31" OL | 522246 | Meer afbeeldingen |
| Villa "Wildbaan" | Woonhuis                  | ca. 1880                    |           | Ringallee 8         | 52° 0' 9" NB, 5° 58' 14" OL  | 522247 | Villa "Wildbaan" |
| Voormalige "Torckschool" | Onderwijs en wetenschap   | 1842                        |           | Rosendaalselaan 3   | 52° 0' 27" NB, 5° 57' 59" OL | 522248 | Meer afbeeldingen |
| Zeer breed, ondiep bedrijfsgebouw | Industrie                 | ca. 1920                    |           | Rosendaalselaan 4   | 52° 0' 26" NB, 5° 57' 52" OL | 522249 | Zeer breed, ondiep bedrijfsgebouw |
| Villa "Rozenheuvel" met tuin en bomen | Woonhuis                  | ca. 1836-1837               |           | Rosendaalselaan 20  | 52° 0' 21" NB, 5° 57' 58" OL | 522250 | Villa "Rozenheuvel" met tuin en bomen |

Aalten ·
Apeldoorn ·
Arnhem ·
Barneveld ·
Berg en Dal ·
Berkelland ·
Beuningen ·
Bronckhorst ·
Brummen ·
Buren ·
Culemborg ·
Doesburg ·
Doetinchem ·
Druten ·
Duiven ·
Ede ·
Elburg ·
Epe ·
Ermelo ·
Harderwijk ·
Hattem ·
Heerde ·
Heumen ·
Lingewaard ·
Lochem ·
Maasdriel ·
Montferland ·
Neder-Betuwe ·
Nijkerk ·
Nijmegen ·
Nunspeet ·
Oldebroek ·
Oost Gelre ·
Oude IJsselstreek ·
Overbetuwe ·
Putten ·
Renkum ·
Rheden ·
Rozendaal ·
Scherpenzeel ·
Tiel ·
Voorst ·
Wageningen ·
West Betuwe ·
West Maas en Waal ·
Westervoort ·
Wijchen ·
Winterswijk ·
Zaltbommel ·
Zevenaar ·
Zutphen